# Polska Partia Pracy „Wyzwolenie”
Polska Partia Pracy „Wyzwolenie” – organizacja konspiracyjna działająca w okręgu łódzkim, powstała 7 lipca 1943 r. na bazie secesji okręgu łódzkiego organizacji konspiracyjnej Powstańcze Oddziały Specjalne (później POS „Jerzyki”), silnie powiązana z komunistyczną Polską Partia Robotniczą (PPR).

## Zarys dziejów
Powstańcze Oddziały Specjalne „Jerzyki” (POS „Jerzyki”), polska wojskowo-cywilna organizacja konspiracyjna, działała w okresie od jesieni 1939 r. do stycznia 1945 r. na obszarze Generalnego Gubernatorstwa i części ziem wcielonych do Rzeszy, między innymi w „Kraju Warty”, obejmującym przedwojenne województwo poznańskie i część łódzkiego.
Idea utworzenia tej organizacji pojawiła się na krótko przed kapitulacją Warszawy, w trakcie ustaleń komendanta obrony stolicy, gen. Waleriana Czumy z prezydentem miasta Stefanem Starzyńskim. W ich wyniku S. Starzyński polecił por. rez. Jerzemu Strzałkowskiemu, byłemu prezesowi Związku Młodzieży z Dalekiego Wschodu, powołanie na okres okupacji organizacji podziemnej, co zostało zrealizowane już w pierwszych dniach października 1939 r., na bazie tegoż Związku w formie kadrowych Powstańczych Oddziałów Specjalnych. W późniejszym okresie do organizacji wstępowali m.in. harcerze i młodzież studencka. Podstawowym celem działalności była walka o wolność i niepodległość Polski i przygotowania do powstania powszechnego. Organizacja realizowała cele ogólnonarodowe, stosując walkę zbrojną (prowadzenie szkolenia wojskowego, sabotaż i dywersja, walka partyzancka) oraz działalność cywilną (tajne nauczanie, opieka i pomoc osieroconym bądź bezdomnym dzieciom, wydawanie i kolportaż pism konspiracyjnych, przerzucanie przez granicę zagrożonych ludzi, legalizacja, samoobrona ludności).
Okręg Łódzki POS powstał w listopadzie 1939 roku. Do połowy 1940 r. kierował nim Marian Szczęsnowicz. Następnie (do jesieni 1940 r.) kierownictwo przejął Franciszek Kotyński, przedwojenny prezes oddz. łódzkiego Związku Młodzieży z Dalekiego Wschodu. Do niego dotarł w lipcu 1940 r. oficer do zadań specjalnych KG POS – Konstanty Brzosko ps. „Kostek”, który przejął kierownictwo łódzkiego okręgu POS.
Do marca 1943 r. POS działały samodzielnie, współpracując na różnych szczeblach organizacyjnych i w różnym zakresie z innymi organizacjami konspiracyjnymi, jak Służba Zwycięstwu Polski, Związek Walki Zbrojnej, Armia Krajowa, Konfederacja Narodu, Bataliony Chłopskie, Gwardia Ludowa. Komenda Główna POS znajdowała się w Warszawie.
9 marca 1943 r. doszło do scalenia POS z AK pod względem wojskowym z zachowaniem odrębności i struktury organizacyjnej. W tym czasie niewielkiej zmianie uległa dotychczasowa nazwa organizacji poprzez dodanie członu „Jerzyki” (od pseudonimu komendanta J. Strzałkowskiego, „Jerzyk”) – na Powstańcze Oddziały Specjalne „Jerzyki”.
Nie podporządkowało się tym decyzjom kierownictwo okręgu łódzkiego POS i na zebraniu 7 lipca 1943 r. przyjęło program polityczny PPR oraz hasła programowe Związku Patriotów Polskich oraz utworzyło nową organizację konspiracyjną pn. Polska Partia Pracy „Wyzwolenie”, podporządkowując ją programowo kierownictwu okręgu łódzkiego PPR na zasadzie autonomii.
Na tymże zebrania ukonstytuowało się kierownictwo PPP „Wyzwolenie” w składzie:
- Konstanty Brzosko, ps. „Kostek” (przew.),
- Antoni Jarosz, ps. Belfer” (wiceprzew.),
- Wincenty Stołowski, ps. „Zielonka” (sekr.),
- Władysław Melaniuk, ps. „Bielas” (czł.),
- Władysław Zakrzewski, ps. „Władzio” (czł.),
- Rajmund Schindler, ps. „Ojciec” (czł.),
- Krystyna Sadzak, ps. „Krysia” (czł.),

które w tym składzie dotrwało do końca okupacji niemieckiej w Łodzi i okręgu łódzkim (styczeń 1945).
Decyzję tę poprzedziło kształtowanie ideologiczne członków dotychczasowej POS na naradach i odprawach, wspomagane przez stały kontakt z członkami PPR z Warszawy oraz członkami KZMP na terenie Zgierza, przy czym utrzymywano do końca stały kontakt z Komendą Główną POS.
W formach działalności nowej organizacji kontynuowano dotychczasowe działania POS; tylko na terenie Łodzi i Zgierza. Według danych na 1974 r. przez łódzki POS i PPP „Wyzwolenie” w okresie ich działalności przeszło co najmniej 222 członków.
W lutym 1945 r. kierownictwo PPP „Wyzwolenie” – w oparciu o dekret o zaprzestaniu działalności przez okupacyjne organizacje ruchu oporu w Polsce – wydało rozkaz o samorozwiązaniu i zaapelowało do członków o wstępowanie w szeregi organizacji uznawanych przez lubelski Rząd Polski. W pierwszej dekadzie lutego 1945 r. Konstanty Brzosko i Wincenty Stołowski przekazali na wezwanie Wojewódzkiego Urzędu Bezpieczeństwa Publicznego (WUBP) w Łodzi akta organizacyjne, krótki opis okupacyjnej działalności, pieczęcie (okrągłą i podłużną), maszynę do pisania oraz powielacz, tym samym definitywnie kończąc działalność POS „Jerzyki” – PPP „Wyzwolenie” w okręgu łódzkim.

## Grupy sabotażowo-dywersyjne
Łódź
- fabryki przem. włókienniczego: „Wega”, „Kublik”, „Ibansel i Portey”, „Frankus”, „Seidenwurm”, „Lido”,
- „Rajmund Schindler”, prac. kuśnierska, Moltkestr. (ob. S. Więckowskiego) 78,
- Heeres-Bekleidungs-Amt, Posen, Lager [oddział] Litzmannstadt (magazyn odzieży wojskowej), Moltkestr. (dr S. Więckowskiego) 76a (1941 – II 1942),
- „Wadle i S-ka”, firma budowlana,
- „Grundstückes, Gesellschaft in Wathegau”; w dziale budowy i rozbiórek (w okresie 1941–1943),
- piekarnie „Omenzetter” (na Widzewie; w 1943) i „Felicja Schwerin” (Adwokacka 9; w okresie 1940–1944),
- „Silwers”, firma drzewna,
- „Telefunken”, Gesellschaft für drahtlose Telegrafie m.b.H., Röhrenwerk Litzmannstadt”, ul. Łąkowa 11 (w okresie ok. VI 1942 – VIII 1944),
- „Litzmanstädter Elektrische Strassenbahn” (tramwaje miejskie)
- „Litzmanstädter Elektrische Zufurbahnen” (tramwaje miejskie), zajezdnia „Helenówek”

Zgierz
- „A.G. Borst”, ul. L. Waryńskiego 6,
- „Fred Witke”, ul. gen. K. Świerczewskiego 8
- „Robert Ernst”, ul. 17 Stycznia 25/29,
- „Bracia Gutsche”, ul. G. Narutowicza 13,
- „August Gutsche”, ul. K. Świerczewskiego 10,
- „Alfred Kinderman”, ul. G. Narutowicza 3,
- „Ludwik Eberling”, ul. L. Waryńskiego,
- „M.L. Brodacz”, ul. Rewolucji 1905 r. 6
- „A. Berstein i B. Fischer”, ul. 17 Stycznia 43,
- „Bracia Bernecker”, ul. pl. J. Kilińskiego i J. Dąbrowskiego 43,
- „Busse i Radke”, ul. J. Dąbrowskiego 9,
- „Oskar Brudzki”, ul. J. Dąbrowskiego 14,
- „Emil Koch”, ul. 17 Stycznia 56,
- „Bracia Fritz”, ul. J. Dąbrowskiego 19 i 17 Stycznia,
- „Teodor Schwartzschutz”, ul. 1 Maja,
- „Strohbach”, ul. J. Dąbrowskiego,
- oraz w firmach „Werner”, „Fraszke”, „Schuricht”, „Busse”, „Rygiel” i „Hugo Neumann” oraz w małych, trzydziestu ośmiu, warsztatach rzemieślniczych pracujących na zlecenie (tzw. lohnweberów)[5].

Najczęściej były to „grupy” najwyżej kilkuosobowe, w których pracowali członkowie PPP „Wyzwolenie”.